# Anna van der Breggen
Anna van der Breggen, född 18 april 1990 i Zwolle, är en nederländsk cyklist som kör för teamet Rabo-Liv. Hon medverkade i Sommar-OS 2016 där hon vann guld i linjeloppet och brons i tempoloppet. Vidare vann hon guld i damernas linjelopp över 156 km vid VM 2018 i Innsbruck. Hon tog dessutom silver i tempoloppet vid dessa mästerskap.